# Norman Borlaug
Norman Ernest Borlaug (1914. március 25. – 2009. szeptember 12.) amerikai agronómus, világszerte olyan kezdeményezéseket vezetett, amelyek hozzájárultak a zöld forradalomnak nevezett mezőgazdasági termelés kiterjedt növekedéséhez. Borlaug munkáját több kitüntetésben részesítették, beleértve a Nobel-békedíjat, az Elnöki Szabadságérmet és a Kongresszusi Aranyérmet.
Borlaug erdészetből diplomázott 1937-ben, és PhD-fokozatot szerzett 1942-ben a Minnesotai Egyetemen növénypatológiából és -genetikából. Mezőgazdasági kutatói pozíciót vállalt a mexikói CIMMYT-nél, ahol félig törpe, magas hozamú, betegségeknek ellenálló búzafajtákat fejlesztett ki. A 20. század közepén Borlaug vezette ezeknek a magas hozamú fajtáknak a modern mezőgazdasági termelési technikákkal kombinált bevezetését Mexikóban, Pakisztánban és Indiában. Ennek eredményeként Mexikó 1963-ra nettó búzaexportőrré vált. 1965 és 1970 között a búzahozam csaknem megkétszereződött Pakisztánban és Indiában, ami jelentősen javította az élelmezésbiztonságot ezekben az országokban.
Borlaug-ot gyakran "a zöld forradalom atyjának" nevezték, aki több mint egymilliárd embert mentett meg világszerte az éhezéstől. Jan Douglas, a World Food Prize Foundation elnökének ügyvezető asszisztense szerint ennek a számnak a forrása Gregg Easterbrook 1997-es „Az emberiség elfeledett jótevője” című cikke. A cikk kijelenti, hogy „a mezőgazdaságnak a Borlaug által hirdetett formája egymilliárd halálesetet akadályozott meg”. 1970-ben Nobel-békedíjat kapott annak elismeréseként, hogy az élelmiszer-ellátás növelésével hozzájárult a világbékéhez. 1980-ban a Magyar Tudományos Akadémia tiszteleti tagjává választotta.
Élete későbbi szakaszában segített alkalmazni ezeket a módszereket az élelmiszertermelés növelésére Ázsiában és Afrikában.

## Fiatalkora, neveltetése, családja
Borlaug az Egyesült Államokba érkezett norvég bevándorlók dédunokája volt. Ole Olson Dybevig és Solveig Thomasdatter Rinde Feiosból, egy kis faluból a norvégiai Vik községből, Sogn og Fjordane-ból 1854-ben emigráltak a Wisconsin állambeli Dane megyébe. A család végül egy kis norvég-amerikai közösségbe költözött Saude-be, Cresco közelében, Iowa államban. Ott a Saude evangélikus egyház tagjai voltak, ahol Norman megkeresztelkedett és konfirmált is.
Borlaug 1914-ben született Henry Oliver (1889–1971) és Clara (Vaala) Borlaug (1888–1972) nagyszülei farmján, Saude-ban 1914-ben, négy gyermek közül elsőként. Három húga Palma Lillian (Behrens; 1916–2004), Charlotte (Culbert; szül. 1919–2012) és Helen (szül. 1921). Hét és tizenkilenc éves kora között a 106 acre-s (43 hektáros) családi gazdaságban dolgozott Protivintől (Iowa) nyugatra; halászott, vadászott, valamint kukoricát, zabot, timothy füvet termesztett, szarvasmarhát, sertést és csirkét tenyésztett. Nyolcadik osztályig az egytanáros, egytantermes New Oregon 8. vidéki iskolába járt Howard megyében.
Ma az 1865-ben épült iskolaépület a Norman Borlaug Heritage Foundation tulajdonában van a "Project Borlaug Legacy" részeként. Borlaug a Cresco High School futball-, baseball- és birkózócsapatainak tagja volt, ahol birkózóedzője, Dave Barthelma folyamatosan arra biztatta, hogy „adjon 105%-ot”.
Borlaug azt a döntését, hogy otthagyja a gazdaságot és továbbtanul, nagyapja ösztönzésének tulajdonította: Nels Olson Borlaug (1859–1935) egyszer azt mondta neki: „Bölcsebb, ha most megtömi a fejét, ha később meg akarja tölteni a hasát." Amikor 1933-ban Borlaug jelentkezett a Minnesotai Egyetemre, megbukott a felvételi vizsgáján, de felvételt nyert az iskola újonnan létrehozott, kétéves General College-ába. Két negyedév után átkerült a Mezőgazdasági Főiskola erdészeti szakára. A University of Minnesota egyetemi birkózócsapatának tagjaként Borlaug bejutott a Big Ten elődöntőjébe, és a sportágat a minnesotai középiskolákban népszerűsítette bemutató mérkőzéseken szerte az államban.
A birkózás értékes leckéket tanított nekem... Mindig is úgy gondoltam, hogy a világ legjobbjaival szemben meg tudom tartani magam. Ez megkeményített. Sokszor merítettem ebből az erőből. Talán nem megfelelő mankó, de én így vagyok megalkotva.
Tanulmányainak finanszírozására Borlaug időszakonként felfüggesztette tanulmányait, hogy némi bevételre tegyen szert, ahogy 1935-ben a Polgári Tartalék Hadtest vezetőjeként szövetségi projekteken dolgozott munkanélküliekkel. Sokan, akik neki dolgoztak, éheztek. Később így emlékezett vissza: "Láttam, hogyan változtatta meg őket az étel... Mindez sebeket hagyott rajtam." 1935 és 1938 között, 1937-ben, az erdészeti alapképzés megszerzése előtt és után, Borlaug az Egyesült Államok Erdészeti Szolgálatánál dolgozott Massachusetts és Idaho állomásain. Egy nyarat az idahói Salmon River középső elágazásában töltött, amely akkoriban a legelszigeteltebb vadon volt az országban.
Egyetemi tanulmányai utolsó hónapjaiban Borlaug részt vett egy Sigma Xi előadáson, amelyet Elvin Charles Stakman, a Minnesota Egyetem professzora és hamarosan a növénypatológiai csoport vezetője tartott. Az esemény Borlaug jövőjének sarkalatos pontja volt. Stakman „Ezek a sunyi kis ellenségek, amelyek elpusztítják élelmiszerterméseinket” című beszédében a rozsda, a búza, zab és árpa növényi tápanyagaival táplálkozó parazita gomba megnyilvánulását tárgyalta. Felfedezte, hogy speciális növénynemesítési módszerek rozsdásodásnak ellenálló növényeket eredményeznek. Kutatásai nagyon érdekelték Borlaugot, és amikor Borlaug állását az Erdészeti Szolgálatnál a költségvetési megszorítások miatt megszüntették, megkérdezte Stakmant, hogy menjen-e az erdőkórtanra. Stakman azt tanácsolta neki, hogy inkább a növénypatológiára összpontosítson.[16] Ezt követően beiratkozott az egyetemre, hogy Stakman vezetésével növénypatológiát tanuljon. Borlaug 1940-ben szerzett Master of Science fokozatot, és PhD-t növénypatológiában és genetikában 1942-ben.
Borlaug az Alpha Gamma Rho testvériség tagja volt. Főiskolai tanulmányai alatt találkozott leendő feleségével, Margaret Gibsonnal, amint az egyetem Dinkytown egyik kávézójában várakozott, ahol ők ketten dolgoztak. 1937-ben házasodtak össze, és három gyermekük született: Norma Jean "Jeanie" Laube, Scotty (aki nem sokkal születése után spina bifida következtében halt meg) és William; öt unokája és hat dédunokája van. 2007. március 8-án Margaret Borlaug kilencvenöt évesen, egy esést követően meghalt.[18] Hatvankilenc évig voltak házasok. Borlaug Észak-Dallasban élt élete utolsó éveiben, bár globális humanitárius erőfeszítései miatt az évből csak néhány hetet kellett ott töltenie.[17]

## Fordítás
Ez a szócikk részben vagy egészben  a   Norman Borlaug című angol Wikipédia-szócikk fordításán alapul.  Az eredeti cikk szerkesztőit annak laptörténete sorolja fel. Ez a jelzés csupán a megfogalmazás eredetét és a szerzői jogokat jelzi, nem szolgál a cikkben szereplő információk forrásmegjelöléseként.

## Ir0dalom
- Ronald L. Phillips: Norman E. Borlaug (1914–2009). A Biographical Memoir. National Academy of Sciences, 2013, teljes szöveg (PDF).
- Noel Vietmeyer: Borlaug. Bracing Books, Lorton.
  - 1. kötet: Right off the Farm. 1914–1944. 2009. ISBN 978-0-578-04125-4
  - 2. kötet: Wheat Whisperer. 1944–1959. 2009. ISBN 978-0-578-03856-8
  - 3. kötet: Bread Winner. 1960–1969. 2010. ISBN 978-0-578-06920-3
- Noel Vietmeyer: Our Daily Bread, The Essential Norman Borlaug. Bracing Books, 2011. ISBN 978-0-578-09555-4
- Silvia Sanides: Stars der Wissenschaft: Vater der Grünen Revolution. In: Focus. Nr. 39, 25. September 2000